# St. Mauritius (Ormesheim)

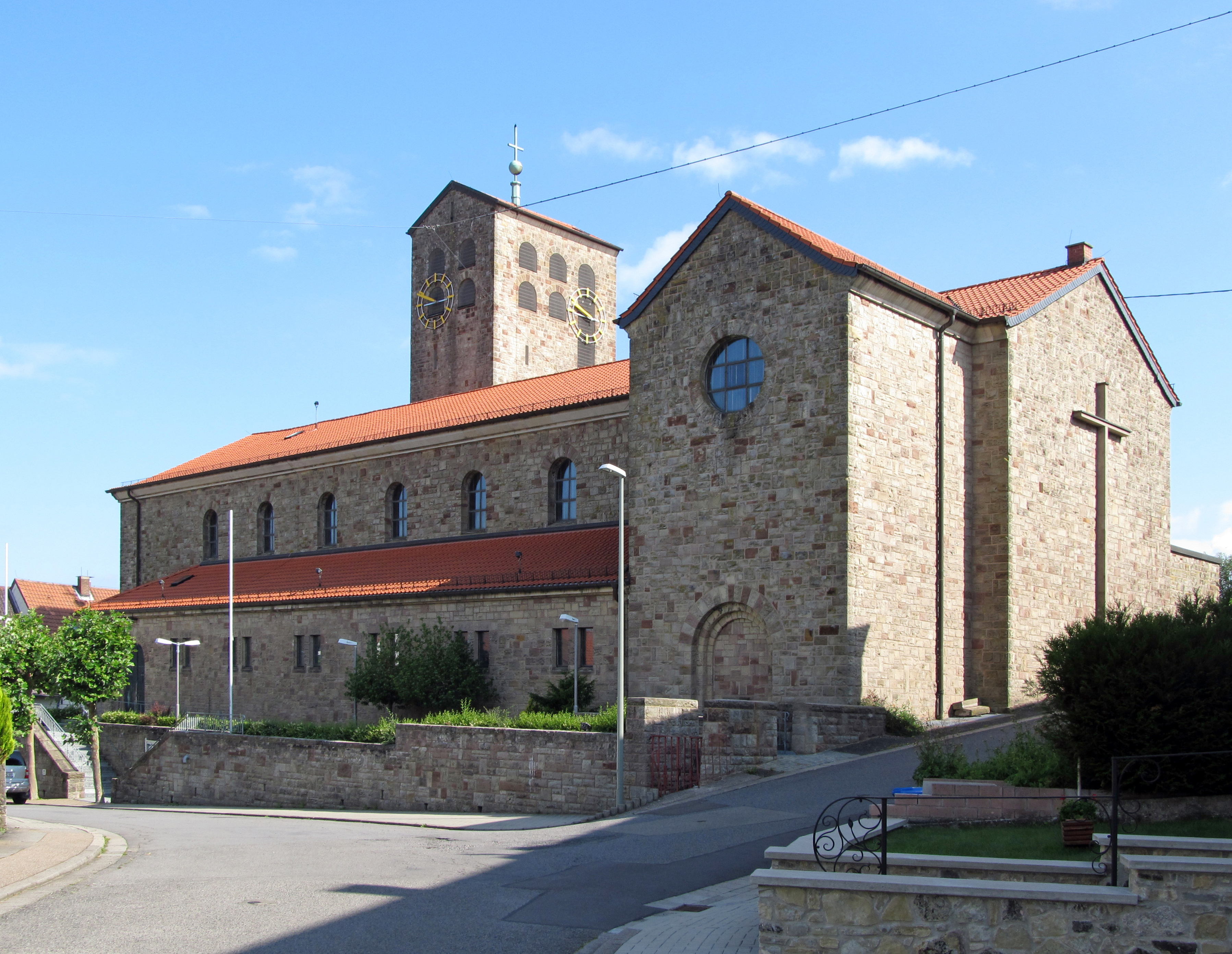
Die katholische Pfarrkirche St. Mauritius in Ormesheim

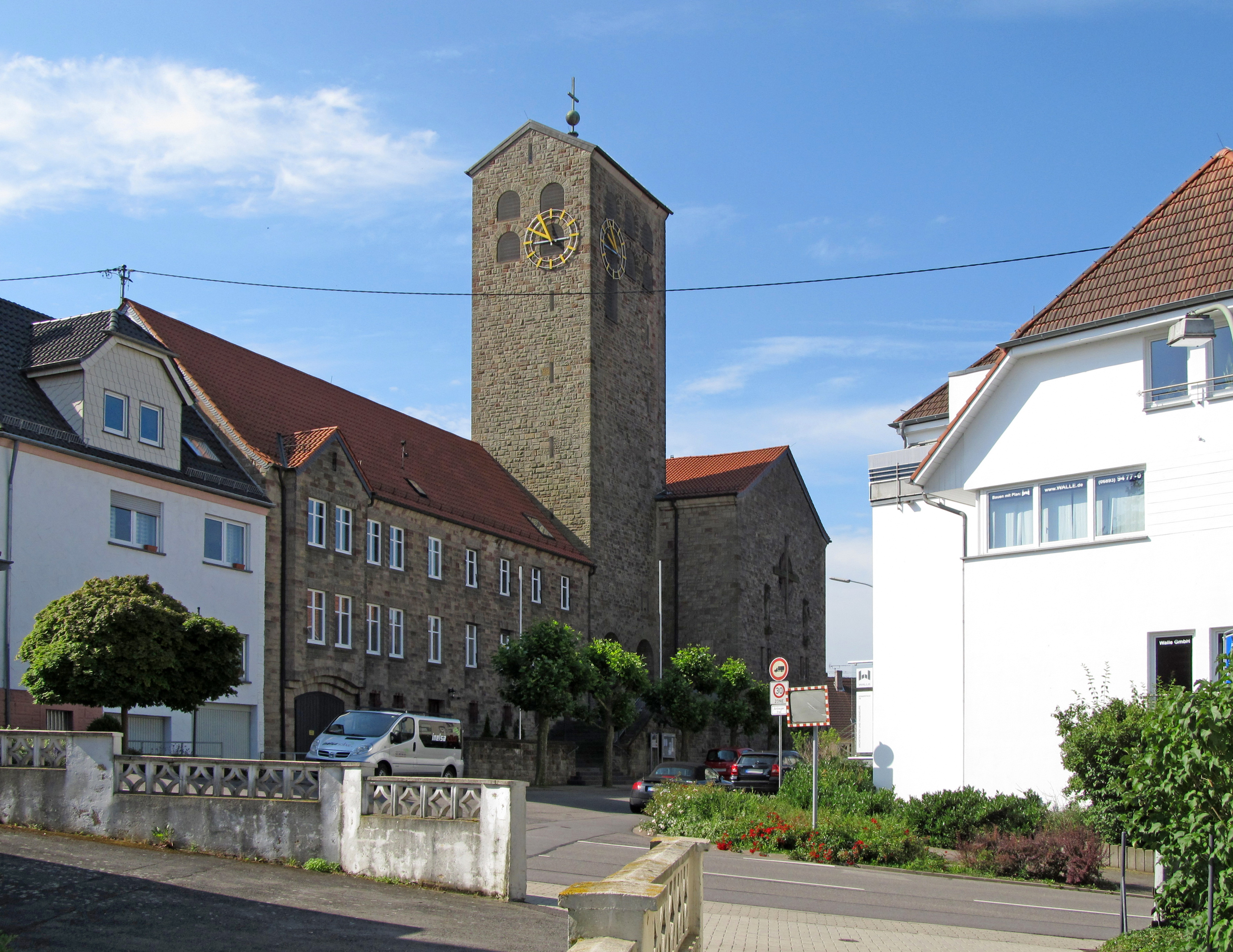
Weitere Ansicht der Kirche

Die Kirche St. Mauritius ist eine katholische Pfarrkirche in Ormesheim, dem Verwaltungssitz der Gemeinde Mandelbachtal. Kirchenpatron ist der heilige Mauritius.

## Geschichte
Die Kirche St. Mauritius wurde 1931/32 unter Dekan Georg Stabel nach Plänen des Architekten Albert Boßlet erbaut und ersetzte einen Vorgängerbau aus dem 14. Jahrhundert. Am 18. Dezember 1932 weihte der Speyrer Bischof Ludwig Sebastian das Gotteshaus ein. Im Zweiten Weltkrieg erlitt das Kirchengebäude mehrfach schwere Beschädigungen. Der Keller der Kirche diente der Bevölkerung von Ormesheim als Schutzraum.
1945–48, 1981 und 2000/01 erfolgten Restaurierungsmaßnahmen. Bei der Restaurierung 1981 wurde der Chorraum umgebaut und neu gestaltet.
In der Denkmalliste des Saarlandes ist die Kirche als Einzeldenkmal aufgeführt.

## Architektur und Ausstattung

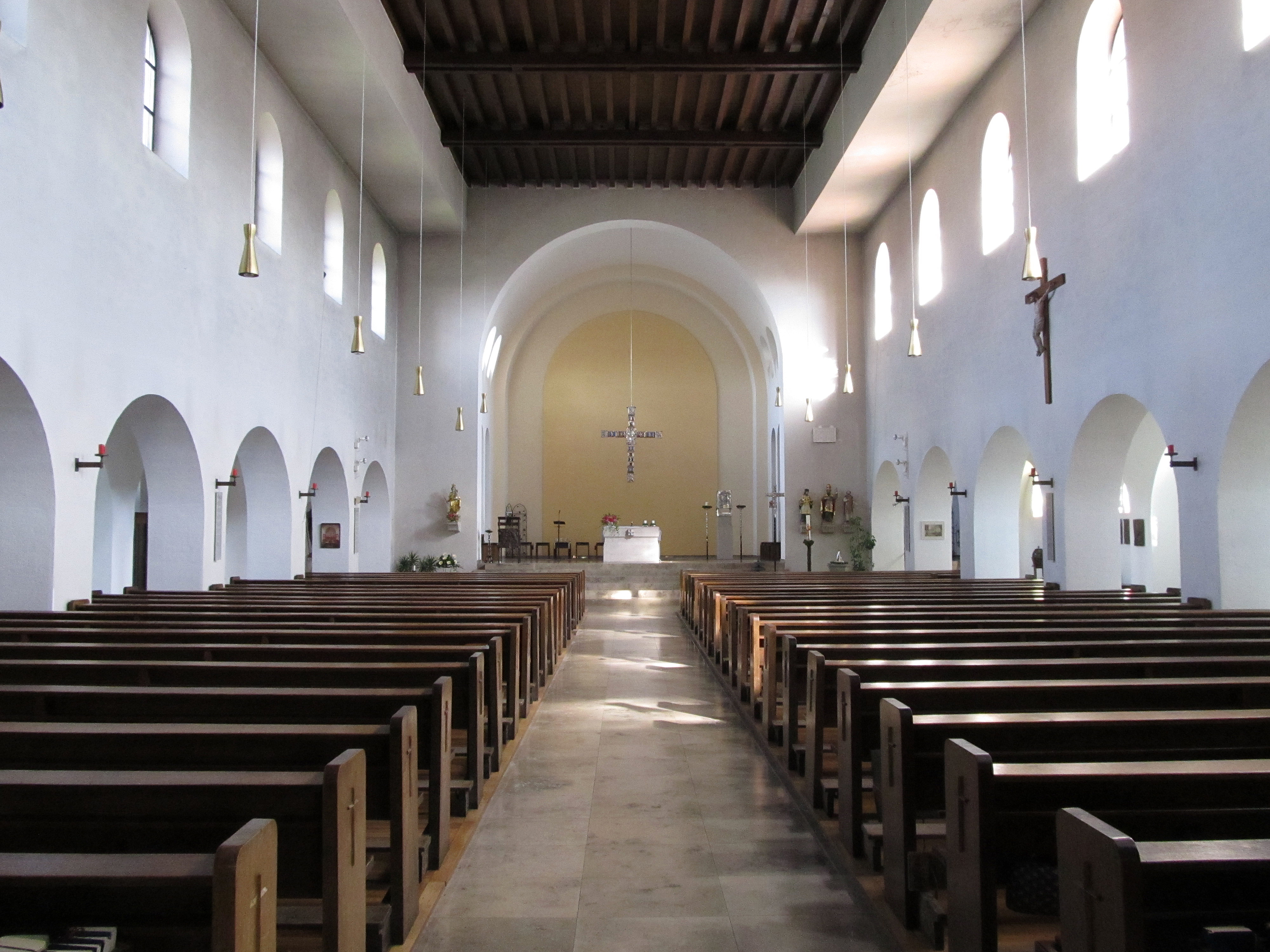
Blick ins Innere der Kirche

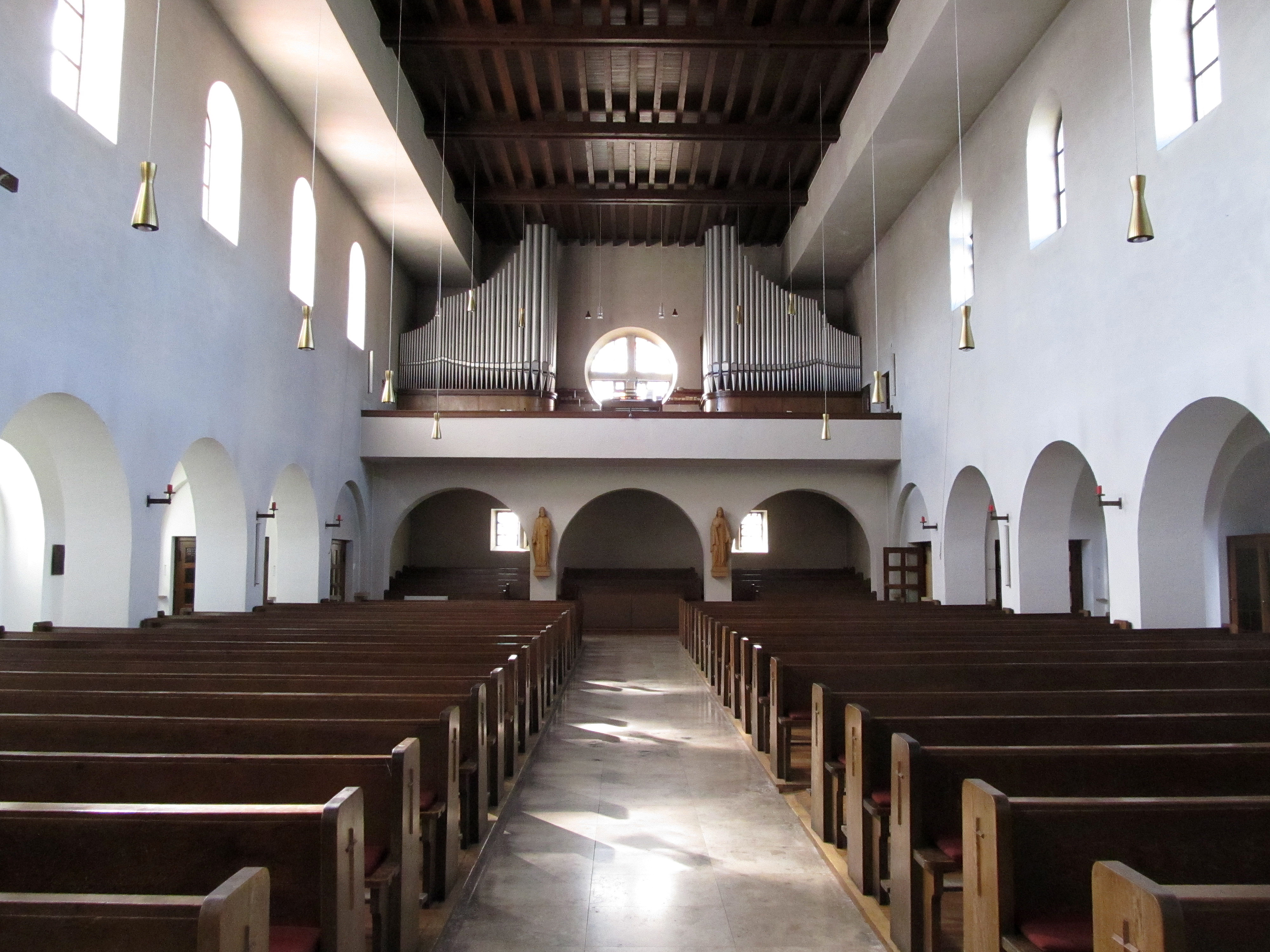
Blick vom Altarraum in Richtung Empore und Orgelprospekt

Das neuromanische Kirchengebäude besteht aus weißgrauem Kalkstein mit einem Dach aus naturfarbenen Ziegeln. Im Inneren wird das Mittelschiff rhythmisch von den Bögen der Seitenschiffe flankiert. Das Hauptschiff besitzt eine flache, nach innen abgesetzte Holzdecke. Alle Fenster und die Kanzel wurden von Ormesheimer Bürgern gestiftet, deren Namen noch heute an den Fenstern zu erkennen sind.
Im Altarraum, der vom Langhaus durch einen großen Bogen getrennt ist, findet man eine Mensa aus Pfälzer Sandstein und einen Tabernakel aus Messing. Auf der Rückwand des Raumes war ursprünglich ein Wandgemälde des Münchener Malers Paul Thalheimer mit eine Szene aus dem Leben des heiligen Mauritius zu sehen – bei den Umbau- und Neugestaltungsarbeiten im Altarraum 1981 wurde das Bild aber verdeckt. Die Mensa des alten Altars ziert nun eine Kapelle neben dem Altar. Für die Neugestaltung des Altarbereichs 1981 zeichnete der Bildhauer Max Faller verantwortlich, von dem Tabernakel, Kerzenständer und Vortragekreuz stammen, ebenso ein Kreuzweg im südlichen Seitenschiff.

## Orgel
Die Orgel, 1938 vom Orgelbauer Paul Sattel aus Speyer gebaut, steht auf einer Empore, besitzt einen freistehenden Spieltisch und verfügt über 28 Register, verteilt auf 2 Manuale und Pedal; die Windladen sind elektrische Schleifladen.
| I Hauptwerk C–g3 |             |       |
| 1.               | Principal   | 8′    |
| 2.               | Offenflöte  | 8′    |
| 3.               | Gamba       | 8′    |
| 4.               | Oktav       | 4′    |
| 5.               | Rohrgedackt | 4′    |
| 6.               | Quinte      | 2 ⁄3′ |
| 7.               | Schwiegel   | 2′    |
| 8.               | Mixtur V–VI |       |
| 9.               | Trompete    | 8′    |

| II Schwellwerk C–g3 |                 |     |
| 10.                 | Quintade        | 16′ |
| 11.                 | Gedackt         | 8′  |
| 12.                 | Salicional      | 8′  |
| 13.                 | Aeoline         | 8′  |
| 14.                 | Schwebung       | 8′  |
| 15.                 | Engprincipal    | 4′  |
| 16.                 | Blockflöte      | 4′  |
| 17.                 | Principal       | 2′  |
| 18.                 | Nachthorn       | 1′  |
| 19.                 | Sesquialtera II |     |
| 20.                 | Terzzimbel IV   |     |
| 21.                 | Oboe            | 8′  |
|                     | Tremulant       |     |

| Pedal C–f1 |              |     |
| 22.        | Prinzipalbaß | 16′ |
| 23.        | Subbaß       | 16′ |
|            | Zartbaß      | 16′ |
| 24.        | Oktavbaß     | 8′  |
| 25.        | Gedacktbass  |     |
| 26.        | Choralbaß    | 4′  |
| 27.        | Hintersatz   |     |
| 28.        | Posaune      | 16′ |

- Koppeln:
  - Normalkoppeln: II/I, I/P, II/P
  - Suboktavkoppeln: II/I
  - Superoktavkoppeln: I/I, II/I, II/II
- Spielhilfen: eine freie Kombinationen, Piano, Mezzoforte, Forte, Tutti, Crescendo, Zungen ab, Automatische Pedalabschaltung

Anmerkungen
1. ↑  Windabschwächung von Subbaß 16′